# Pronto viviremos un mundo mucho mejor
Pronto viviremos un mundo mucho mejor es el tercer álbum de la banda bogotana Los Flippers, editado en 1973.
Todas las canciones son originales excepto por el tema: "Vivamos siempre juntos", un cover de la canción "We Got Live Together". La canción que da título al álbum, (original de Carlos Cardona) es la canción más representativa de Los Flippers. 
En 2008 fue reeditado por la discográfica española Guerssen Records agregando el bonus track "Mi parque", grabado en 1969. Además fue calificado profesionalmente por Allmusic: 4 de 5 estrellas.

## Listado de canciones
1. Vivamos siempre juntos
2. Que sabes del amor
3. Oye
4. Pronto viviremos un mundo mucho mejor
5. Ovni
6. Desdoblamiento
7. Ciudad dura

## Intérpretes
- Arturo Astudillo (voz, guitarra)
- Carlos Orlando Cardona (voz líder, percusión)
- Jaime Rivera. (doble bajo, voz)
- Fabio Gómez (bajo, voz)